# Ahetti, Navalgund
Ahetti là một làng thuộc tehsil Navalgund, huyện Dharwad, bang Karnataka, Ấn Độ.